# Coro Khreshchatyk

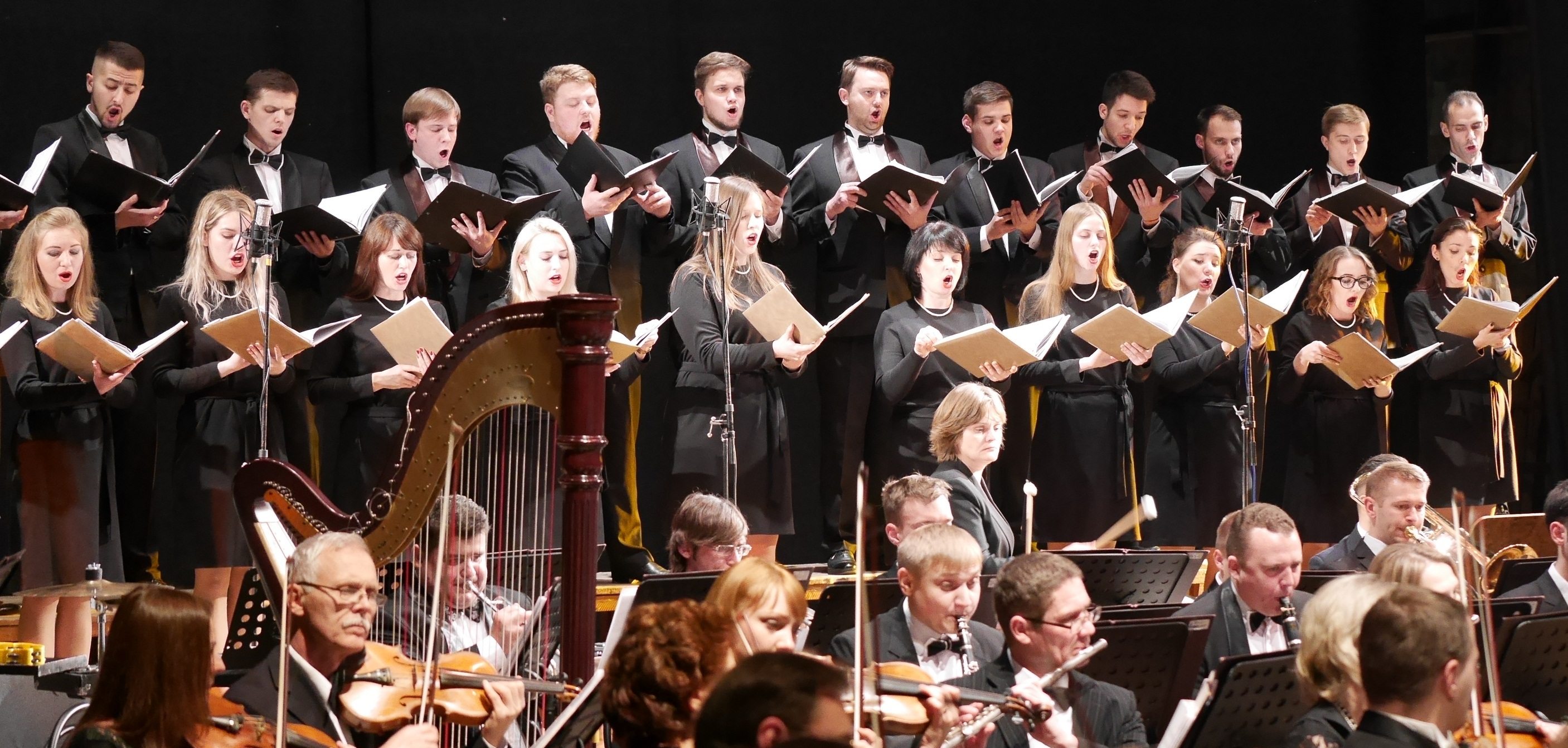
Coro Khreshchatyk

Coro Khreshchatyk (em ucraniano: хор «Хреща́тик») é um coro musical que foi fundado em 1994 em Kiev, na Ucrânia, e leva o nome da rua central da cidade. O coro é particularmente conhecido por interpretar músicas de bandas populares como o ABBA .
Entre os anos de 1996 e 2004, o coro realizou mais de 500 espectáculos, 200 dos quais foram estreias.